# St. Louis Kutis Soccer Club
St. Louis Kutis Soccer Club é uma agremiação esportiva da cidade de St. Louis, Missouri. Atualmente se encontra afastado das competições oficiais, mantendo apenas as categorias de base.

## História
O clube foi fundado com o nome de St. Louis Raiders, e adotou outros nomes até se chamar St. Louis Kutis Soccer Club. O St. Louis Raiders disputava a North American Soccer Football League. Sob esse nome o clube foi campeão da National Amateur Cup.
Em 1954 o time adota o nome St. Louis Kutis e sob esse nome conquista duas vezes a National Challenge Cup. Sua última participação em competições oficiais foi a fase de classifcação da Lamar Hunt U.S. Open Cup de 2007.

## Títulos
Campeão Invicto
| NACIONAIS      | NACIONAIS              | NACIONAIS | NACIONAIS                                       |
|                | Competição             | Títulos   | Temporadas                                      |
| -------------- | ---------------------- | --------- | ----------------------------------------------- |
| Estados Unidos | National Challenge Cup | 2         | 1957 e 1986                                     |
| Estados Unidos | National Amateur Cup   | 8         | 1952, 1956, 1957, 1958, 1959, 1960, 1961 e 1971 |